# Channel 5 (rete televisiva thailandese)
Channel 5, ufficialmente Royal Thai Army Radio and Television Station (in thailandese สถานีวิทยุโทรทัศน์กองทัพบก), nota anche come Thai TV5 o TV5 Thailand, è un canale televisivo free to air thailandese, nato il 25 gennaio 1958 e di proprietà del Reale esercito thailandese.

## Storia
Lanciato il 25 gennaio 1958 come Channel 7 HSATV, migrò dal bianco e nero alla trasmissione a colori nel 1974, cambiando nome in Channel 5. Esso è il secondo canale televisivo più antico della Thailandia, ed è gestito dal Reale esercito thailandese, proprietario della rete.
Channel 5 ha smesso di trasmettere in analogico il 21 giugno 2018, trasmettendo solo in digitale da allora.